# تپه قلعه سرخ
تپه قلعه سرخ مربوط به دوران‌های تاریخی پس از اسلام است و در شهرستان دلیجان، روستای هراز جان واقع شده و این اثر در تاریخ ۱۱ دی ۱۳۸۰ با شمارهٔ ثبت ۴۶۰۵ به‌عنوان یکی از آثار ملی ایران به ثبت رسیده است.